# Festivalbar 1977
Il quattordicesimo Festivalbar si svolse nell'estate del 1977.
Fu condotto dal patron della manifestazione Vittorio Salvetti e fu la prima edizione ad essere trasmessa a colori.
L'edizione fu vinta da Umberto Tozzi con Ti amo. Discoverde: Opera con Stelle su di noi.
Trofeo Arena Giovane: Roberta Kelly con Zodiacs.

## Cantanti partecipanti
- Umberto Tozzi - Ti amo
- Roberta Kelly - Zodiacs
- Alunni del Sole - 'A canzuncella
- Gianni Bella - Io canto e tu (ospite fuori concorso)
- Matia Bazar - Solo tu
- Fausto Leali - Vierno
- Donna Summer - I feel love
- Sandro Giacobbe - Bimba
- Boney M. - Ma baker
- Andrea Mingardi Supercircus - Funky Funky
- Mino Reitano - Innocente tu
- Jennifer - Do it for me
- Gli Opera - Stelle su di noi
- Santino Rocchetti - I miei giorni felici
- Anselmo Genovese - Un grido di gabbiani
- Chocolat's - Super medley
- Laurent Voulzy - Rockollection
- Panda - Voglia di morire
- Mal - Gelosia
- Aries - Soli noi
- Giancarlo Silva - Se io
- Champagne - Oh me oh my goodbye
- El Pasador - Amada mia, amore mio
- Cerrone - Cerrone's paradise
- All Jam Stick - Don't break away
- Drupi - Come va
- Carlos - Big bisou
- La Bottega dell'Arte - Che dolce lei
- Daniel Sentacruz Ensemble - Bella mia
- Kim & The Cadillacs - Rock'n'Roll Medley
- Gibson Brothers - Baby it's the singer
- Gianni Farè - Maddalena
- Orchestra Casadei - Ja ja allegria
- Claudia Barry & Ronnie Jones - It takes two
- Tomstones - Maledentro
- John Miles - Slowdown
- Hodges, James & Smith - Off
- Fred Bongusto - Pietra su pietra
- Agorà - Cavalcata solare
- Chicago - If You Leave Me Now (ospiti fuori concorso)
- Pooh - Dammi solo un minuto (ospiti fuori concorso)
- Santana - Moonflower (ospite fuori concorso)
- Frank Sinatra - Theme from New York, New York (ospite fuori concorso)

## Organizzazione
RAI

## Direzione artistica
Vittorio Salvetti